# ممدوح سلامة
الدكتور ممدوح سلامةمن مواليد مدينة إربد الأردن ولد عام 1939 يشغل منصب مستشار البنك الدولي لشؤون النفط والطاقة،وهو خبير دولي في اسعار النفط والسياسات النفطية.

## دراسته وعمله
درس الاقتصاد في الجامعة الأميركية في بيروت ثم حصل على درجة الدكتوراه في اقتصاد النفط والطاقة من جامعة باسيفيك ويسترن (بتخصص الاقتصاديات والجغرلفيا السياسية للنفط والطاقة ) ويحمل درجة دبلوم الدراسات العليا في في الإدارة الصناعية والتسويق  كاليفورنيا بالولايات المتحدة الأميركية، يعمل مستشاراً لشؤون النفط والطاقة لدى البنك الدولي وأستاذ للنفط والطاقة في جامعة ASCB في لندن  وايضا قام بمهام بحثية لوزارة الطاقة الأمريكية، ومعهد اقتصاديات الطاقة في اليابان، والحكومة الهندية، ومنظمة أوبك، ومعهد أبحاث الطاقة الكندي، وجامعة بوسطن، والحكومة الأردنية. وهو خبير تقني لدى اليونيدو 

## كتبه وابحاثه
صدر له 3 كتب عن النفط والطاقة منها
- كتاب حرب برميل النفط الذي صدر باللغة الإنجليزية عام 2004، كما نُشر له أكثر من 70 بحثاً عن النفط والطاقة.[1] منشورة المجلات المعنية بالطاقة والنفط
- كتاب «هل حدوث أزمة نفط ثالثة أمر حتمي؟» 1990
- كتاب ((الآفاق والاحتياجات للطاقة في الأردن حتى عام 2010 الجدوى الاقتصادية لاستخراج النفط من الصخر الزيتي)) (1998)

فضلاً عن عديد من الأوراق البحثية المنشورة في المجلات الدولية المعنية بالطاقة.

## العضوية
عضوٌ فاعل في مراكز الدراسات المهتمة بالاقتصاد والنفط والطاقة ومنها:
- الرابطة الدولية لاقتصاد الطاقة الولايات المتحدة الأميركية
- المعهد البريطاني لاقتصاد الطاقة لندن
- الرابطة الدولية للطاقة في كندا
- المعهد الدولي للدراسات الدولية IISS في لندن
- المعهد الملكي للشؤون الدولية [2] ([3])
- مستشار مركز تحليل نضوب النفط ([4])